# Ary de Vois

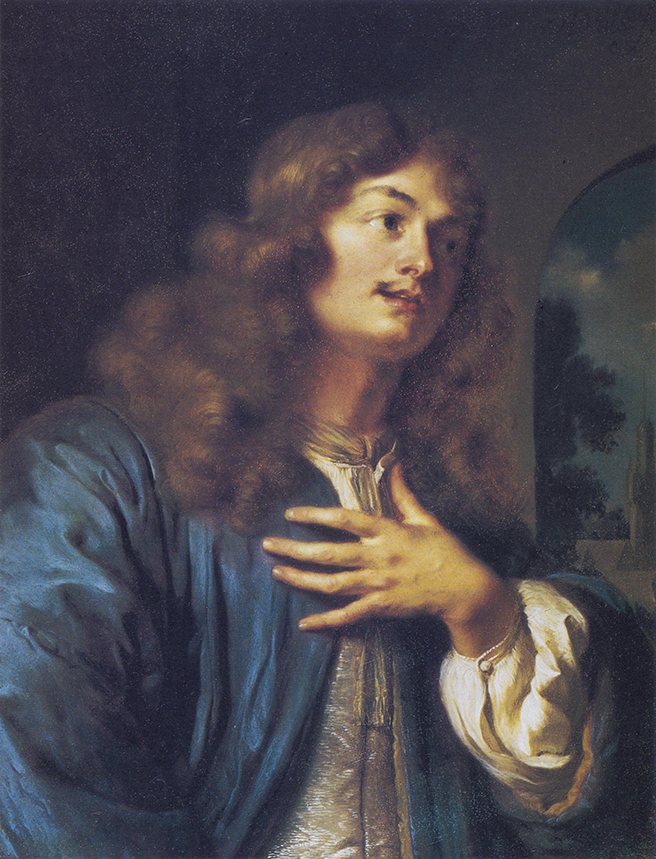
Zelfportret

Ary de Vois (Utrecht, 1631/1633 – Leiden, juli 1680) was een Noord-Nederlands schilder, gespecialiseerd in portretten, landschappen, historiestukken en genrevoorstellingen.
Zijn vader, Alewijn de Vois, was organist, net als zijn broer Pieter. Zijn zus, Catharina, was getrouwd met de wijnhandelaar Wybrant Steen, de broer van schilder Jan Steen. In 1653 verhuisde Ary naar Leiden, waar hij lid werd van het Sint-Lucasgilde. Hij trouwde in 1656 met Maria van der Vecht en was werkzaam in Leiden en Warmond.
Houbraken meldde dat De Vois les kreeg van Nicolaes Knüpfer en Abraham van den Tempel. Hij werkte met diverse materialen, zoals potlood, zwart krijt, pen en olieverf, en schilderde in de stijl van Frans van Mieris (I). Hij behoorde tot de Leidse fijnschilders, en bekleedde verschillende bestuursfuncties binnen het Sint-Lucasgilde. Jacob van der Sluys was een van zijn leerlingen.
- Biblioteca Nacional de España: XX1718040
- Bibliothèque nationale de France: cb149600204 (data)
- Biografisch Portaal: 62080147
- Digitale Bibliotheek voor de Nederlandse Letteren: vois006
- Gemeinsame Normdatei: 139083855
- International Standard Name Identifier: 0000 0003 6509 4848
- KulturNav: 4040902b-a807-41d2-bade-30a553f81085
- Nationale Bibliotheek van Polen: a0000003674885
- RKD-Nederlands Instituut voor Kunstgeschiedenis: 81636
- Union List of Artist Names: 500022148
- Virtual International Authority File: 227510225
- WorldCat: E39PBJjCWWvvFP7cPVgKHGmmVC